# Debř
Debř je část města Mladá Boleslav v okrese Mladá Boleslav. Nachází se na severu Mladé Boleslavi. Protéká zde Jizera. Prochází zde železniční trať Praha–Turnov, silnice I/38 a silnice II/610. Debř je také název katastrálního území o rozloze 1,92 km².

## Historie
První písemná zmínka o vesnici pochází z roku 1352. Debř je spjata s dějinami nedalekého hradu Michalovice. Kostel svaté Barbory v Debři se připomíná jako farní roku 1363, kdy byl do Debře z michalovického kostela dosazen plebán.
Debř či débř (ženský rod) je staročeský výraz pro hluboké údolí, v moravských nářečích se dochoval v ženském rodě (debřa), doložena je i podoba dejbří, též podoba debře.

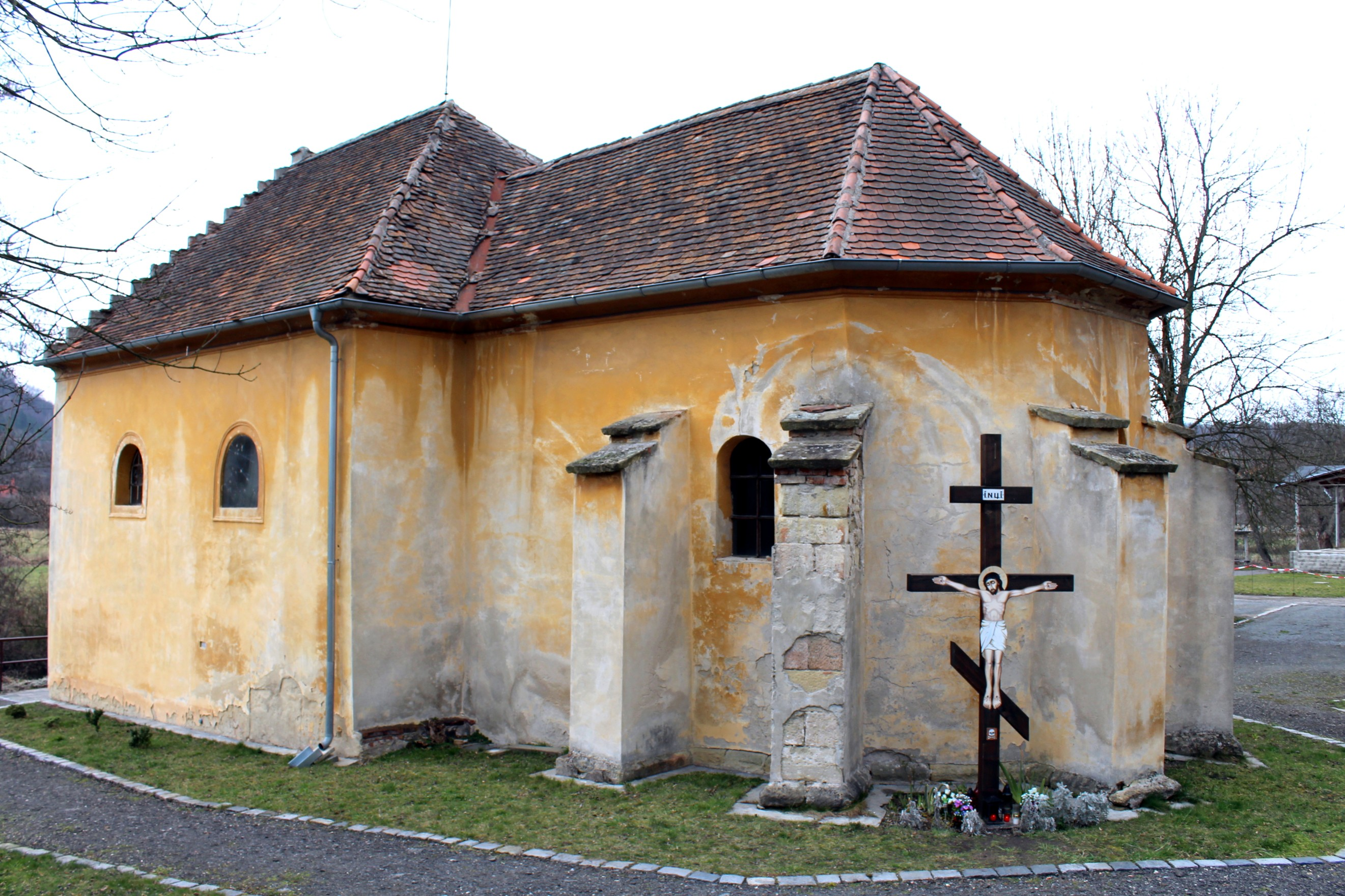
Chrám svaté Barbory

Ve vsi Debř (tehdy samostatné vsi s 1216 obyvateli, která se ale později stala součástí Mladé Boleslavi) byly v roce 1932 evidovány tyto živnosti a obchody: 2 autodopravci, barvírna, výroba cementového zboží, 2  cihelny, 3 cukráři, elektroinstalace, 3 holiči, 6 hostinců, hudební škola, klempíř, konzum, kovář, 3 krejčí, obchod s lahůdkami, lakýrník, obchod s mlékem, továrna na kancelářský nábytek Arbor, obchod s obuví Baťa, 4 obuvníci, 4 pekaři, pletárna, pohřební ústav, 2 porodní asistentky, 3 povoznictví, 3 řezníci, koňský řezník, sedlář, 5 obchodů se smíšeným zbožím, sochař, 2 stavitelé, obchod se střižním zbožím, 4 švadleny, 4 trafiky, 2 truhláři, 5 obchodů s uhlím, dílna na opravy velocipedů, zámečník.

## Pamětihodnosti

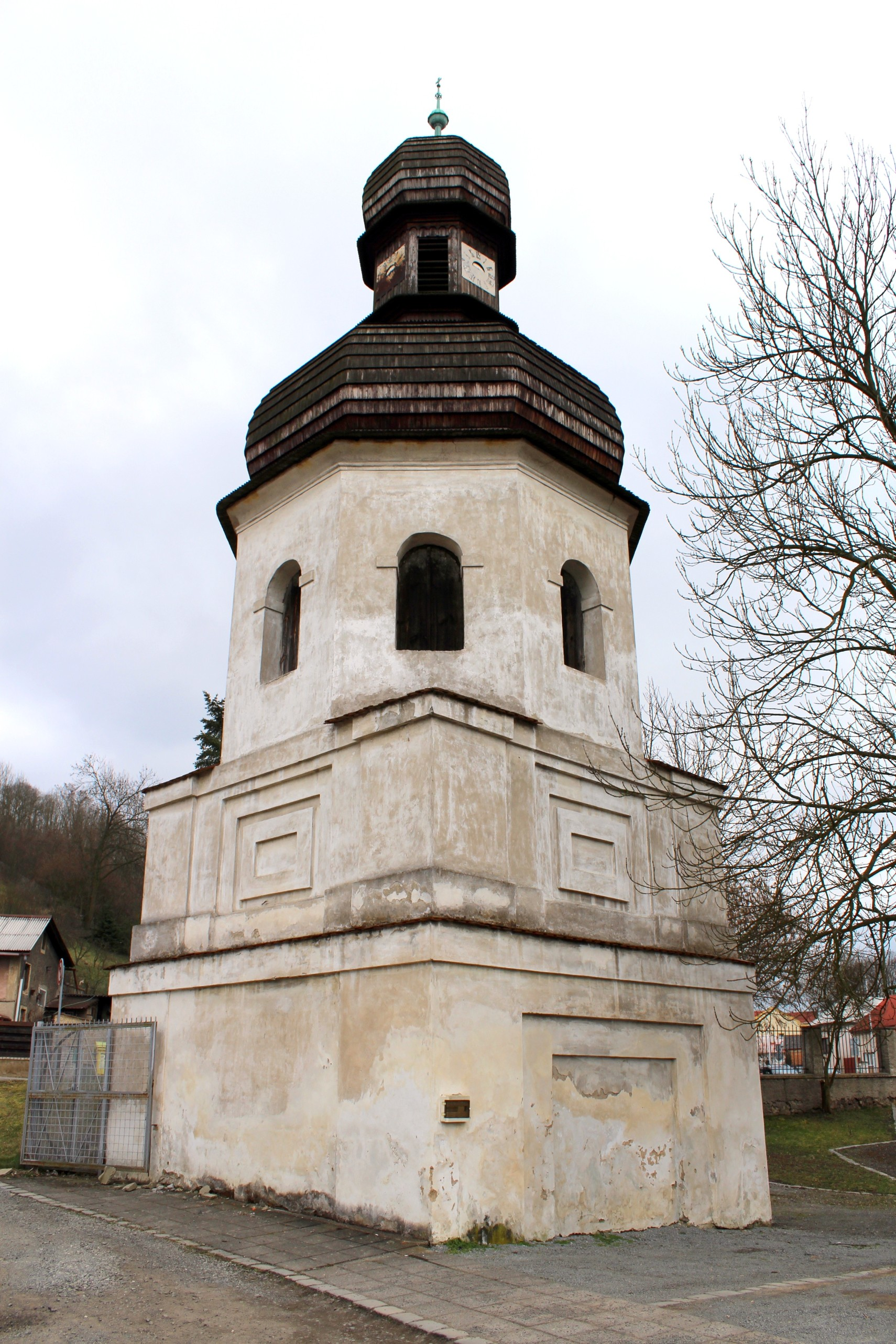
Zvonice u kostela svaté Barbory

- pravoslavný chrám sv. Barbory – původně raně gotický kostel ze 13. století, zbarokizován, zajímavá je barokní zvonice. Dnes kostel slouží pravoslavným věřícím.
- most T. G. M. – technická památka
- kaple
- boží muka

Vedle kostela sv. Barbory v Debři, při cestě k brodu na Jizeře, byla počátkem 17. století postavena soška sv. Barbory, asi 50 cm vysoká, na kamenném podstavci, v horní části se čtyřmi vyobrazeními. Dnes zde sošku už nenajdeme. Příčinou je jak eroze, tak i vandalismus. V roce 2007 byl obnoven a zrekonstruován kamenný čtyřboký podstavec se čtyřmi výklenky, kde kdysi bývaly na plechu malované obrázky svatých. Soška sv. Barbory, umístěná nahoře na podstavci, byla nahrazena železným křížkem.
Od dávných dob vedl přes řeku Jizeru v Debři brod. Vesničku Debř protínala stará zemská stezka, která vedla z Bělé pod Bezdězem-Podola po stráni k bývalému Paninu dvoru, přes obec Čistou a hlubokým údolím podle potoka k brodu přes Jizeru pod kostelem sv. Barbory a dále na Mladou Boleslav.

### Most
Kdy bylo rozhodnuto, že přes řeku Jizeru bude vybudován dřevěný most, nelze přesně určit. Je známo, že počátkem 17. století byl postaven kosmonoskou vrchností dřevěný most pouze přes řeku, nikoli přes louku. Nestál však v místě starého brodu. Dřevěný most, jak je znám ze staré rytiny, má původ asi z doby, kdy se stavěla silnice, a to v roce 1804. V prusko-rakouské válce byl dřevěný most v červenci roku 1866 úmyslně zapálen, aby se zabránilo postupu pruské armády.
Později byl postaven znovu. O stavbě nového mostu přes Jizeru se jednalo již v roce 1915, práce však přerušilo vypuknutí první světové války. Budování nového železobetonového mostu začalo 13. listopadu 1919. Stavbu přes řeku prováděla firma Cres a spol. na Smíchově a přes louku firma Ing. Hrázký a Jenč z Mladé Boleslavi. Během jednoho roku byly postaveny betonové pilíře a následující dva roky stavba mostu pokračovala. Práce trvaly 26 měsíců, bylo spotřebováno 43 vagónů cementu a 1814 q prutového železa. Výstavba mostu stála 2 miliony tehdejších korun. Most o délce 135 metrů má sedm otvorů, z nichž hlavní s obloukem překlenuje Jizeru a má světlost 46,5 metru. I z úsporných důvodů byl projekt hlavního pole změněn a původně plánovanou železnou konstrukci nahradila železobetonová. Železobeton byl použit i na další pole mostu, která jsou ze spojitých deskových trámů. Slavnostní otevření mostu v Debři se konalo v létě roku 1923. Poněvadž se most stavěl v době, kdy se rodila česká národní i politická samostatnost, dostal jméno „Most Svobody“. Později, v roce 1925, byl nařízením vlády přejmenován na „Masarykův most“.

## Rodáci
- Ota Jirák (* 12. dubna 1949) – český herec, komik a bavič
- Oldřich Smutný (17. června 1925 – 1. září 2013) – český malíř, grafik, scenárista, fotograf
- Josef Trakal (1. ledna 1860 – 12. března 1913) – profesor právnické fakulty, odborný spisovatel, zemský poslanec.
- Josef Votruba (8. listopadu 1879 – 7. října 1959) – prvorepublikový armádní generál, velitel III. armády „Štefánik“ roku 1938 a zemský velitel na Slovensku a Podkarpatské Rusi. Byl zastáncem aktivní obranné taktiky.